# Tatra 54
La Tatra 54 est une voiture de la marque Tatra lancée en 1931.

## Galerie

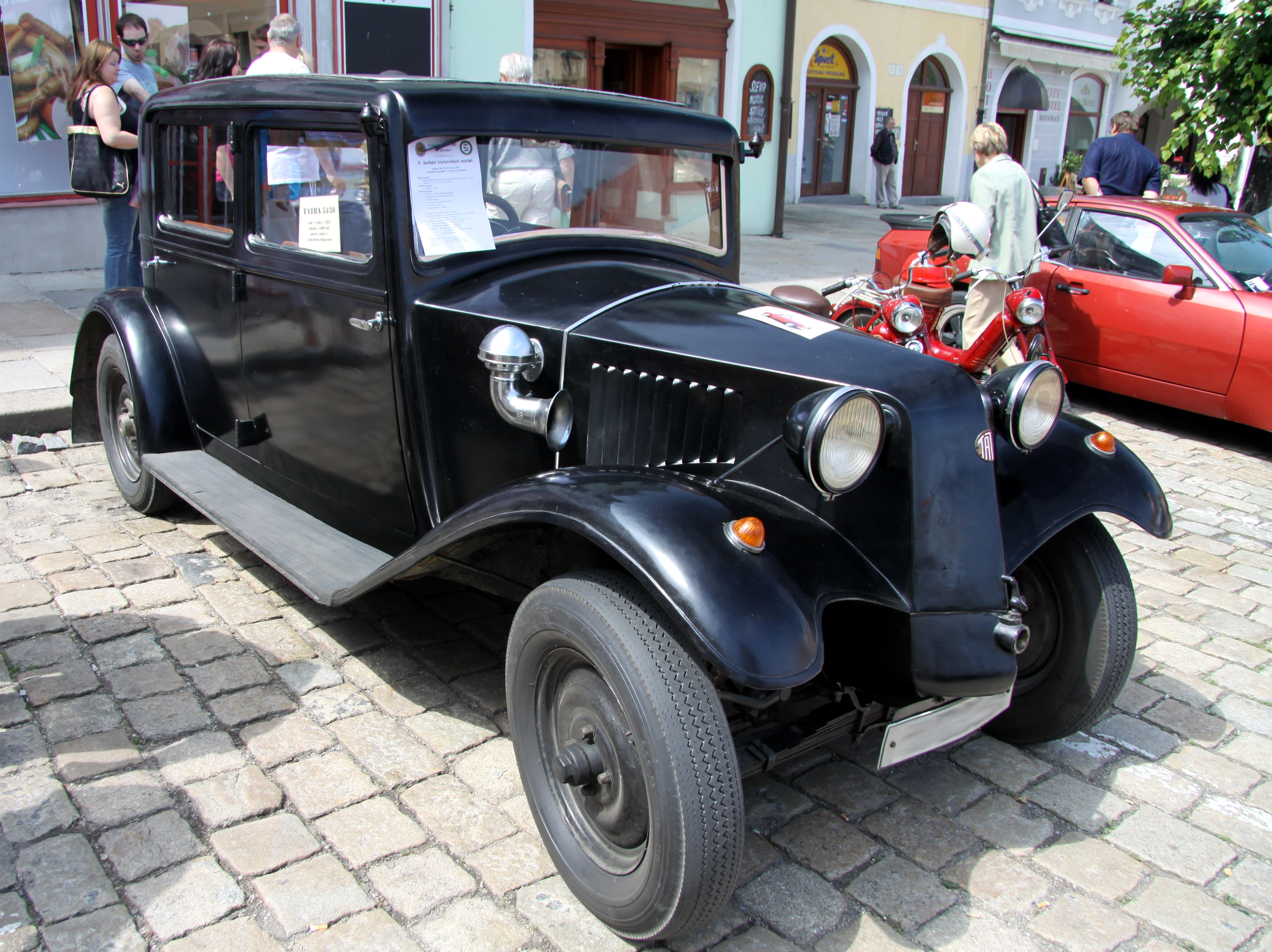
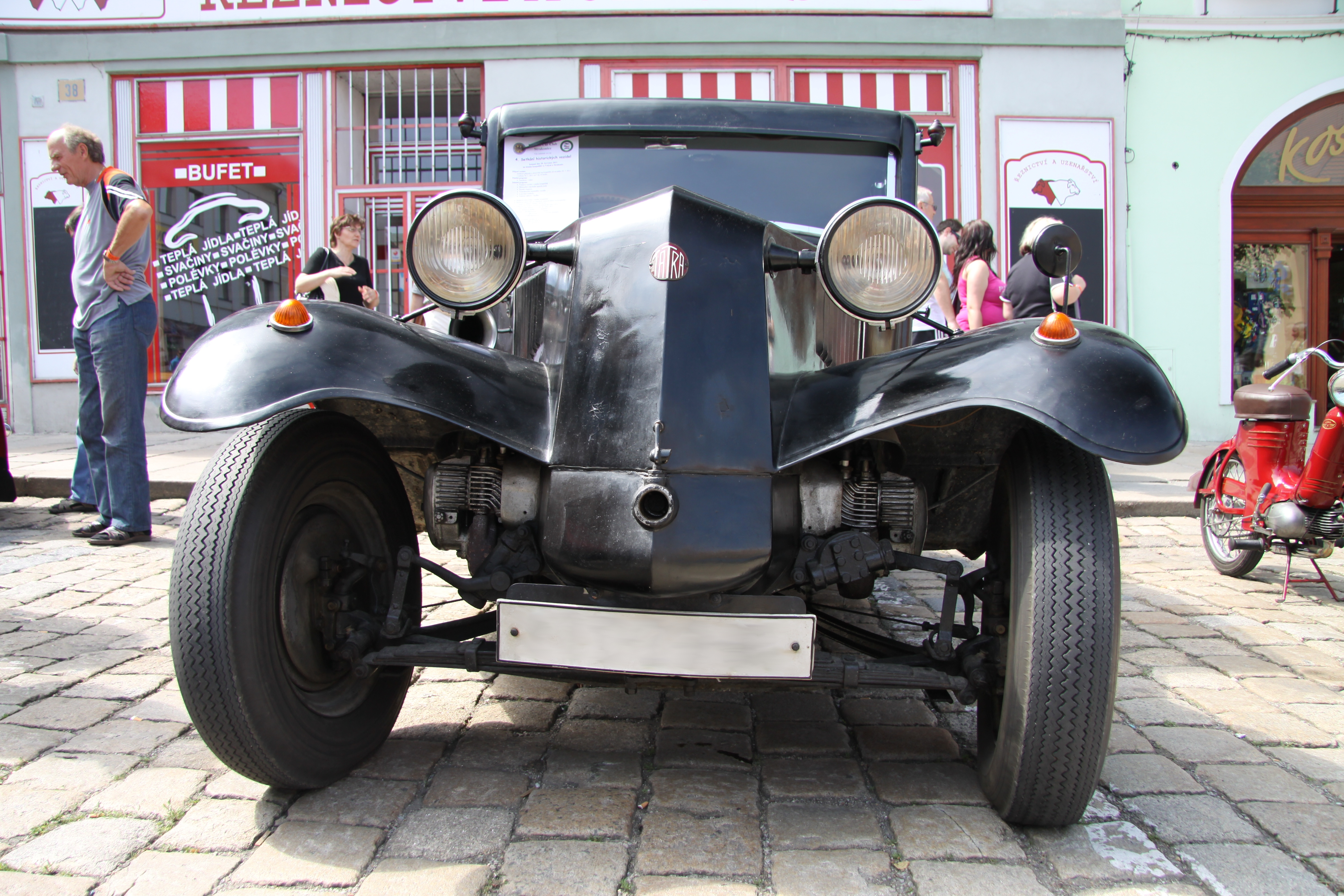
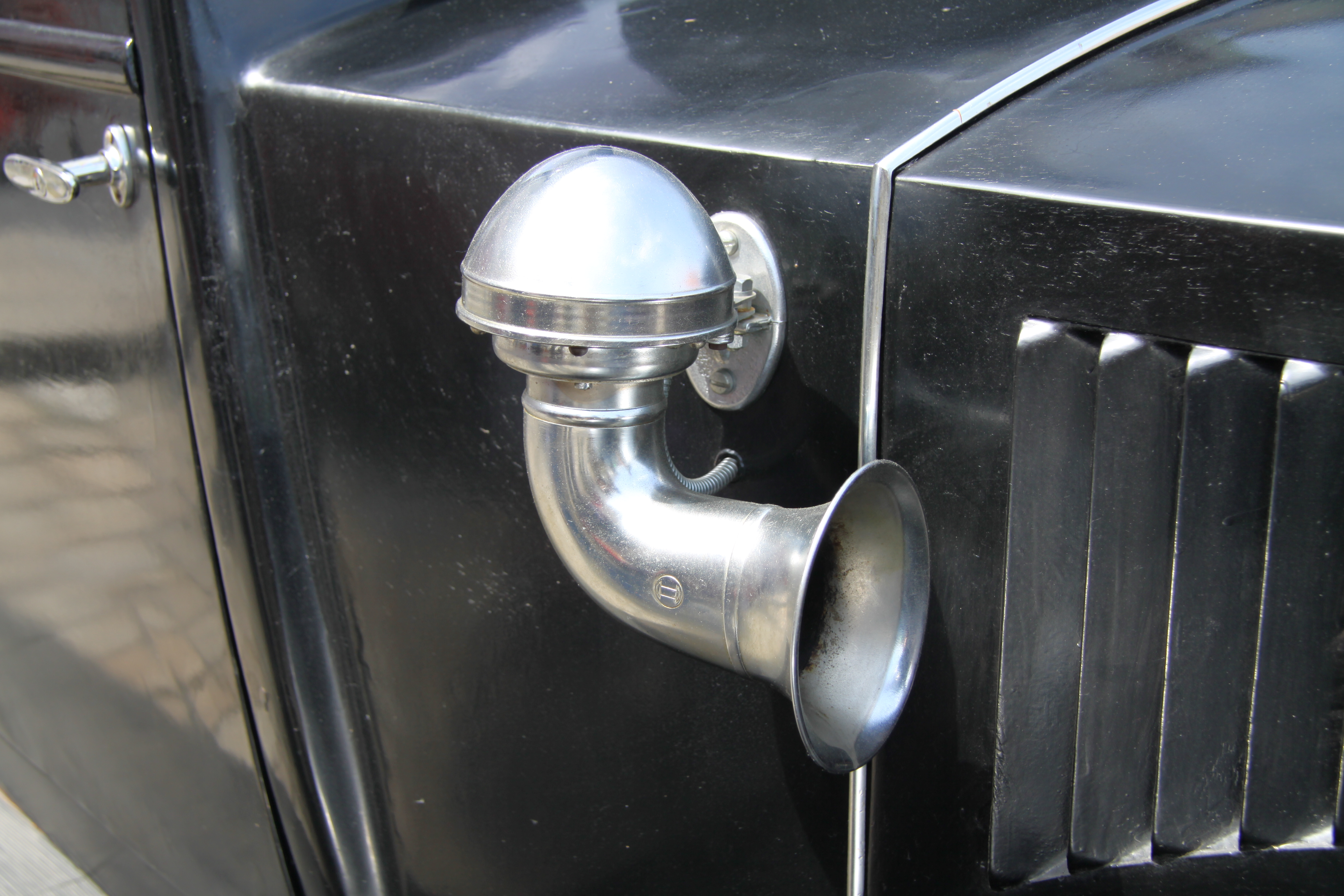

Photographies d'une Tatra 54/30 :